# Manchester (Iowa)
Pour les articles homonymes, voir Manchester (homonymie).
La ville américaine de Manchester est le siège du comté de Delaware, dans l’État de l’Iowa. Elle comptait 5 179 habitants lors du recensement de 2010.

## Source
- (en) Cet article est partiellement ou en totalité issu de l’article de Wikipédia en anglais intitulé « Manchester, Iowa » (voir la liste des auteurs).